# Aphamartania digna
Aphamartania digna är en tvåvingeart som beskrevs av Pritchard 1941. Aphamartania digna ingår i släktet Aphamartania och familjen rovflugor.
Artens utbredningsområde är Peru. Inga underarter finns listade i Catalogue of Life.